# Affaire Ludovic Janvier
Ne doit pas être confondu avec Ludovic Janvier.
L'affaire Ludovic Janvier est une affaire criminelle française qui a pour point de départ la disparition d'un petit garçon de six ans, le 17 mars 1983 à Saint-Martin-d'Hères, dans la banlieue de Grenoble, en Isère. En 2008, cette affaire est reliée à d'autres cas d'enfants disparus, tués ou agressés dans le même département : les « disparus de l'Isère ». À ce jour, la disparition de Ludovic n'est pas élucidée.

## Disparition
Le 17 mars 1983, Ludovic Janvier, garçon de six ans et demi, disparaît à Saint-Martin-d'Hères. Il est vu pour la dernière fois place de la République, alors qu'il rejoint le domicile familial avec ses deux frères – Jérôme, âgé de sept ans et demi, et Nicolas, âgé de deux ans – partis acheter des cigarettes pour leur père entre 18 h 30 et 19 h 45,.
Selon plusieurs témoins, un homme coiffé d'un casque de moto, vêtu d'un bleu de travail et chaussé de souliers d'usine noirs à fermeture éclair, aborde les enfants en prétextant avoir besoin d'aide pour retrouver son chien perdu. Il propose aux trois frères de se séparer et de partir dans deux directions différentes pour être plus efficaces. Jérôme s'en va alors avec Nicolas d'un côté, et l'inconnu part, en tenant Ludovic par la main, de l'autre côté. De retour chez ses parents, Jérôme raconte ce qui s'est passé au père, qui prévient alors la gendarmerie,,,.

## Enquête
Une fois arrivés sur place, les gendarmes s'appuient sur la description de Jérôme pour éditer et diffuser un portrait robot,. Un mois après l'enlèvement de Ludovic, une greffière du tribunal de Grenoble reçoit un appel anonyme indiquant que l'enfant est en bonne santé et qu'il a été recueilli par un couple stérile. Le correspondant dit vouloir rassurer la famille après avoir lu un article concernant l'affaire dans le journal L'Union de Reims. Cet appel n'a pas pu être retracé par la police, condamnant cette piste,.
Le 23 mai 1985, deux spéléologues découvrent le squelette d'un garçon de six ou sept ans au crâne fracassé avec un objet lourd, dans une grotte à Engins, dans le massif du Vercors. À cette époque, les techniques de recherche et de comparaison ADN ne permettent pas l'identification de la victime. Un premier non-lieu est prononcé en 1988 concernant la disparition de Ludovic. En 1998, la justice ordonne la destruction des ossements retrouvés en 1985, entraînant l'ouverture d'une enquête interne en 2010,,.
En 2008, la procureur générale de Grenoble, interpellée par la proximité géographique de plusieurs affaires, monte une équipe de gendarmes pleinement consacrée à l'étude de ces meurtres et disparition. Pendant six ans, la cellule « Mineurs 38 » épluche ce qu'il reste des dossiers qui n'ont pas été égarés et se penche sur les parcours de tueurs en série arrêtés depuis,.
En 2010, Virginie, la sœur de Ludovic, reçoit un appel d'une infirmière disant avoir aperçu son frère disparu dans un hôpital près de Reims. Ce rebondissement fait suite à l'apparition de Jérôme dans un reportage récent consacré à la disparition de leur petit frère,. La famille se tourne vers des avocats spécialisés dans ce genre d'affaires, qui dénoncent la destruction de prélèvements biologiques et la perte des dossiers d'instruction. Un mois plus tard, plusieurs de ces dossiers sont retrouvés,. En août, les parquets de Grenoble et Bourgoin-Jallieu relancent l'instruction de trois dossiers des « disparus de l'Isère », parmi lesquels celui de Ludovic,.
Le 10 novembre 2014, la justice grenobloise ordonne un nouveau non-lieu pour les affaires Ludovic Janvier et Charazed Bendouiou. Les avocats des familles, Me Didier Seban et Me Corinne Herrmann, font appel de cette décision sur la base de témoignages qui, selon eux, n'auraient pas été exploités,,. En juin 2015, la cour d'appel de Grenoble décide de la réouverture des enquêtes sur les disparitions de Ludovic et Charazed, considérant que les dossiers ne sont pas prescrits. Pour poursuivre les investigations, deux nouveaux juges d'instruction sont nommés,.
En 2022, sous l'impulsion de Jacques Dallest, procureur général de la cour d'appel de Grenoble, un nouveau pôle judiciaire dédié aux affaires non élucidées et aux crimes en série est créé à Nanterre. À l'instar d'autres « disparus de l'Isère », l'affaire de Ludovic Janvier est confiée aux enquêteurs,.

### Documentaires télévisés
- « Mystérieuses disparitions » le 19 novembre 2000 dans Faites entrer l'accusé présenté par Christophe Hondelatte sur France 2.
- « Le scandale des disparus de l'Isère » en 2010 dans Les Faits Karl Zéro présenté par Karl Zéro sur 13e rue.
- « Meurtres non élucidés » le 18 septembre 2016 dans Reportages présenté par Anne-Claire Coudray sur TF1.
- « Affaires non élucidées » le 8 avril 2020 dans Dans les yeux d'Olivier présenté par Olivier Delacroix sur France 2.
- « L'affaire Ludovic Janvier », diffusé le 26 janvier 2023 dans Non élucidé sur RMC Story.